# Vísky (district de Rokycany)
Pour les articles homonymes, voir Vísky.
Vísky  (en allemand : Wisek) est une commune du district de Rokycany, dans la région de Plzeň, en République tchèque. Sa population s'élevait à 62 habitants en 2021.

## Géographie
Vísky se trouve à 12 km au sud-est de Rokycany, à 25 km à l'est-sud-est de Plzeň et à 72 km au sud-ouest de Prague.
La commune est limitée par Příkosice au nord-ouest, par Trokavec au nord-est, à l'est et au sud-est et par Spálené Poříčí au sud-ouest.

## Histoire
La première mention écrite du village date de 1368.

## Transports
Par la route, Vísky se trouve à 5 km de Mirošov, à 14 km de Rokycany, à 31 km de Plzeň et à 93 km de Prague. 